# The Pink Panther (pel·lícula de 2006)
La pantera rosa és un film de 2006, dirigit per Shawn Levy. Protagonitzada per Steve Martin, Kevin Kline, Beyoncé Knowles, Jean Reno i Emily Mortimer en els papers principals. És una nova versió de la pel·lícula original per a celebrar el 40è aniversari.
La pel·lícula és en realitat una preqüela, la qual cosa significa que, malgrat estar rodada 41 anys després que la pel·lícula original, l'acció se situa en un moment anterior dins de l'eix temporal de la pròpia història.

## Argument
La pel·lícula comença amb l'inspector en cap Charles Dreyfus (Kevin Kline), que parla del cas del diamant la Pantera Rosa utilitzant salts enreres propis. Enmig de la semifinal de futbol França-Xina, l'entrenador de la Selecció de futbol de França, Yves Gluant (Jason Statham) entra a l'estadi, aixeca el puny i mostra la Pantera Rosa amb el seu dit. Després es dirigeix a les graderies i besa amb passió la seva xicota, Xania (Beyoncé Knowles) després de murmurar-li alguna cosa a cau d'orella. L'equip francès guanya el partit, però immediatament després Gluant mor assassinat per un dard verinós al seu coll i a la seva mà ja no porta l'anell amb la Pantera Rosa. L'inspector Dreyfus, ansiós per resoldre el cas per a guanyar la important condecoració, la Medalla d'Honor, arriba a la conclusió que necessita més temps per a resoldre el cas, així que nomena inspector el gendarme de tercera Jacques Clouseau (Steve Martin) perquè aquest perdi el temps i mantingui entretinguda la premsa mentre Dreyfus reuneix un equip d'investigadors per a resoldre el cas i rebre la condecoració. Dreyfus contracta també al gendarme Gilbert Ponton (Jean Reno) perquè l'informi de la ubicació de Clouseau les 24 hores del dia.
Clouseau fa pocs progressos, ficant la pota en una situació rere l'altra, però treu en clar que tothom odiava la víctima. Bizu (William Abadie) un jugador estrella que odiava Gluant i era el principal sospitós, però després d'una pràctica i de dutxar-se rep un tret i mor. Una testimoni havia escoltat com Bizu deia «Oh, ets tu» just abans de morir; tot seguit Clouseau demana a Ponton que busqui totes les persones a París que es diuen «Oh». Ell mateix interroga una xinesa anciana anomenada Oh (Sally Leung Bayer) i fingeix no entendre-la; després va a un casino per obtenir informació de l'amo, Raymond Larocque (Roger Rees), el soci de Gluant, i abans es troba amb l'agent del servei secret britànic Nigel Boswell o agent 006 (Clive Owen). Més tard Boswell deté a una banda de bandits anomenada «els Bandits de la Màscara de gas» i convenç Clouseau perquè es faci passar per ell, amb el qual Clouseau s'emporta la glòria i és nominat per a la Medalla d'Honor, per a desgrat de Dreyfus.
Creient que Xania sap més del que diu, Clouseau i Ponton la segueixen a Nova York, però abans Clouseau intenta aconseguir un accent estatunidenc sense èxit. Una vegada a Nova York, s'adonen que Xania només havia vingut a Nova York perquè li arreglessin la bossa i li posessin un brodat de diamants. Abans que Clouseau i Ponton poguessin tornar a França amb avió, a l'aeroport algú intercanvia la maleta de Clouseau per una altra plena d'armes (incloent una navalla, uns nunchaku i un mangual) que fa sonar el detector de metalls. Un policia ordena Clouseau de buidar les butxaques i el que refusa perquè contenen hamburgueses, que són prohibides dins de l'avió. En ser incapaç de pronunciar la paraula «hamburguesa» i explicar la seva situació, Clouseau és arrestat i humiliat mundialment, sense saber que havia estat un parany de Dreyfus. Quan finalment torna a França, s'entrevista amb Dreyfus, que ja està preparat per a resoldre el cas, humilia i degrada Clouseau del cas. Basant-se en el fet que el verí usat per a matar Gluant era xinès, Dreyfus dedueix que l'assassí és un xinès anomenat Dr. Pang (Yan-Sang Roussel) i planeja arrestar-lo al ball del Palau Presidencial. Més tard, exclou Clouseau de la llista de convidats del ball, pel fet que Clouseau ja no té accés als assumptes d'Estat.
En tornar a casa seva, Clouseau troba una foto del seu humiliant arrest a Internet. Mentre observa detingudament la imatge Clouseau descobreix una cosa sorprenent i decideix anar al Palau Presidencial amb Ponton, on tots dos s'infiltren al ball presidencial amb l'ajut de la secretària de Clouseau, Nicole (Emily Mortimer). Dreyfus arresta el Doctor Pang per l'assassinat de Gluant, però Clouseau i Ponton reeixin en evitar l'assassinat de Xania. Atrapen el veritable assassí, que resulta ser Yuri (Henry Czerny), el preparador físic de la selecció de futbol, conegut per Clouseau com «l'entrenador que entrena». Yuri revela que havia matat Gluant perquè aquest s'havia apropiat de les seves tècniques de futbol.
Ponton i la gent present li pregunten com havia resolt el misteri, Clouseau revela llavors que la dona xinesa, la qual admet que havia comprès perfectament, li havia recordat que tots els entrenadors han de tenir coneixements de herbes xineses. D'altra banda, a Bizu li van disparar el lòbul occipital del cervell, no obstant això Dreyfus diu que l'assassí havia de ser un expert en armes de foc, una localització que Yuri hauria d'haver conegut pel fet que tots els soldats de l'Exèrcit rus (del qual Yuri havia format part abans de ser preparador físic) han de conèixer la localització del lòbul occipital (encara que de fet era el lòbul frontal) i coneixement d'armes de foc. Yuri volia matar Xania perquè primer va sortir amb Bizu i després amb Gluant i d'ell, no en va fer cas. Quan Dreyfus li demana el diamant «La Pantera Rosa» aquest admet que no el té pas. No obstant això Clouseau confessa que en realitat és Xania que té el diamant amagat al folre de la seva bossa. Dreyfus encuriosit per aquest comentari, escorcolla la seva bossa, però no hi troba res. Clouseau en canvi talla la costura amb la seva navalla i el diamant en surt. Xania explica que Gluant li havia donat el diamant com a anell de compromís quan aquest mateix dia li havia demanat la mà. Però després el van assassinar i perquè temia que pensèssin que ella fos l'assassina si trobéssin, l'ha amagat.
Amb aquesta confessió, Clouseau accepta que Xània n'és la legitima propietària i que es pot quedar amb «La Pantera Rosa». Clouseau havia vist el diamant a la bossa quan passava per la màquina de raigs X de l'aeroport. Dreyfus fa un frustrat intent d'encimbellar-se, al·legant que la detenció del doctor Pang era una maniobra per a atrapar al veritable assassí. Pels seus assoliments, Clouseau aconsegueix la Medalla d'Honor.

## Elenc
- Steve Martin: Inspector Jacques Clouseau
- Kevin Kline: Inspector cap Charles Dreyfus
- Jean Reno: Gendarme Gilbert Ponton
- Emily Mortimer: Nicole Nuveau
- Beyoncé Knowles: Xania
- Henry Czerny: Yuri, l'entrenador que entrena
- Kristen Chenoweth: Raymond Laroque
- William Abadie: Bizu
- Scott Adkins: Jacquard
- Dexter Bell: Terry Ahkee-Salze
- Charlotte Maier: Coach de dialectes
- Jason Statham: Yves Gluant
- Clive Owen: Nigel Boswell/Agent 006
- Paul Korda: Pierre Duquette

## Producció
Fou una col·laboració entre Steve Martin i el productor Robert Simonds, esperonats per l'èxit de Cheaper by the Dozen. El pressupost de producció fou de 80 milions de dòlars americans. El rodatge va començar el 10 de maig de 2004.

## Taquilla
La pel·lícula va recaptar en taquilla 164,1 milions de dòlars enfront d'un pressupost de 80 milions de dòlars. The Pink Panther és la pel·lícula que més ha recaptat de la franquícia Pink Panther.
The Pink Panther va arribar al número 1 als Estats Units el dia de la seva estrena, amb una recaptació de 20,2 milions de dòlars en 3.477 sales, i va obtenir 20,9 milions de dòlars addicionals durant el cap de setmana següent al del dia dels presidents. La pel·lícula es va tancar als cinemes el 16 d'abril, amb un import de 82,2 milions de dòlars a les deu setmanes del llançament. A l'estranger, la pel·lícula va obtenir 76,6 milions de dòlars. Les projeccions dels Estats Units van representar el 51,8% de la taquilla, mentre que del 48,2% en foren responsables els seus resultats internacionals. Al Regne Unit, la pel·lícula es va estrenar el 17 de març del 2006 i fou èxit de taquilla del país aquell cap de setmana.

## Crítiques
A Rotten Tomatoes, la pel·lícula té una qualificació d'aprovació del 21% basada en 141 ressenyes i una valoració mitjana de 4,11 / 10. El consens crític del lloc diu: "Malgrat que Steve Martin és correcte, els detalls del personatge de l'inspector Clouseau s'eludeixen en aquesta actualització". Sobre Metacritic, la pel·lícula té un total de 38 sobre 100 basats en 35 crítiques, cosa que indica "ressenyes generalment desfavorables".
La pel·lícula va ser nominada a dos Razzies el 2006, un a la categoria "pitjor remake o actualització", i un a la categoria "pitjor actriu secundària" per a Kristin Chenoweth. Als premis Stinkers Bad Movie Awards 2006, la pel·lícula va rebre quatre nominacions: "pitjor actor" (Martin), "pitjor cançó" (Check on it) i "pitjor accent fals (masculí)" (tant Martin com Kline). A Espanya als Premis Godoy 2006 fou nominada a la pitjor pel·lícula estrangera.